# Valeriana selerorum
Valeriana selerorum là một loài thực vật có hoa trong họ Kim ngân. Loài này được Graebner & Loesener miêu tả khoa học đầu tiên năm 1911.